# USS Mahan (DD-364)
USS Mahan (DD-364) là một tàu khu trục, chiếc dẫn đầu trong lớp của nó được Hải quân Hoa Kỳ chế tạo vào giữa những năm 1930. Nó là chiếc tàu chiến thứ hai của Hải quân Hoa Kỳ được đặt tên theo Chuẩn đô đốc Alfred Thayer Mahan (1840-1914), sử gia và là nhà lý thuyết chiến lược hải quân có tầm ảnh hưởng lớn trên thế giới. Nó bắt đầu hoạt động tại Đại Tây Dương trước khi chuyển sang Trân Châu Cảng năm 1937 và trải qua quảng đời hoạt động còn lại tại Thái Bình Dương.
Mahan đang cùng Lực lượng Đặc nhiệm 12 ở ngoài khơi vào lúc diễn ra cuộc tấn công Trân Châu Cảng vào ngày 7 tháng 12 năm 1941. Nó tiếp tục phục vụ trong nhiều chiến dịch tại Mặt trận Thái Bình Dương cho đến khi bị áp đảo bởi cả một phi đội máy bay kamikaze tại vịnh Ormoc, Leyte, Philippines vào ngày 7 tháng 12 năm 1944. Hư hại nặng đến mức không thể cứu chữa, nó bị bỏ lại và bị đánh đắm bởi hải pháo và ngư lôi của một tàu khu trục khác.

## Thiết kế và chế tạo

### Chế tạo
Mahan được đặt lườn vào ngày 12 tháng 6 năm 1934 tại xưởng tàu của hãng United Shipyards, Inc, ở đảo Staten, New York. Nó được hạ thủy vào ngày 15 tháng 10 năm 1935, được đỡ đầu bởi cô Kathleen H. Mahan, chắt của đô đốc Mahan; và được đưa ra hoạt động vào ngày 18 tháng 9 năm 1936 dưới quyền chỉ huy của Hạm trưởng, Trung tá Hải quân J. B. Waller.

### Thiết kế
Mahan có trọng lượng choán nước tiêu chuẩn 1.500 tấn Anh (1.524 t), và lên đến 1.725 tấn Anh (1.753 t) khi đầy tải. Chiều dài chung của cáccon tàu là 341 foot 3 inch (104,0 m), mạn thuyền rộng 35 foot 6 inch (10,8 m) và độ sâu của mớn nước là 10 foot 7 inch (3,2 m). Nó được cung cấp động lực bởi bốn turbine hơi nước General Electric, dẫn động hai trục chân vịt và tạo ra tổng công suất 46.000 mã lực càng (34.000 kW), giúp đạt được tốc độ tối đa 37 hải lý trên giờ (69 km/h; 43 mph). Bốn nồi hơi ống nước Babcock and Wilcox cung cấp hơi nước siêu nhiệt cần thiết cho các turbine. Mahan mang theo tối đa 523 tấn Anh (531 t) dầu đốt, cho phép có tầm xa hoạt động 6.940 hải lý (12.850 km; 7.990 mi) ở tốc độ đường trường 12 hải lý trên giờ (22 km/h; 14 mph). Thành phần thủy thủ đoàn trong thời bình là 158 sĩ quan và thủy thủ, trong thời chiến tăng lên khoảng 250 sĩ quan và thủy thủ.
Mahan có cột ăn-ten trước ba chân và cột ăn-ten chính dạng cột. Để cải thiện góc bắn của vũ khi phòng không, cột ăn-ten trước ba chân được cấu trúc mà không có các mấu hoa tiêu. Kiểu dáng của nó tương tự như với lớp Porter lớn hơn, vốn được chế tạo ngay trước nó. Mahan được trang bị những máy phát điện khẩn cấp đầu tiên, thay thế cho các bình ắc quy dự trữ điện trên những lớp trước. Bệ chắn cho khẩu đội pháo được chế tạo cho các vũ khí bắn thượng tầng, gồm một bệ trước cầu tàu và một bệ bên trên sàn sau. Dàn ống phóng ngư lôi bốn nòng thứ ba được bổ sung, bố trí trên trục giữa trong khi hai dàn kia đặt bên mạn. Điều này đòi hỏi phải dời chỗ một khẩu pháo 5 inch/38 caliber đến phòng trên boong phía sau. Hệ thống động lực tàu khu trục truyền thống được thay thế bằng một thế hệ động lực mới dựa trên kiểu trên bờ, vốn đơn giản và hoạt động hiệu quả hơn.

### Vũ khí

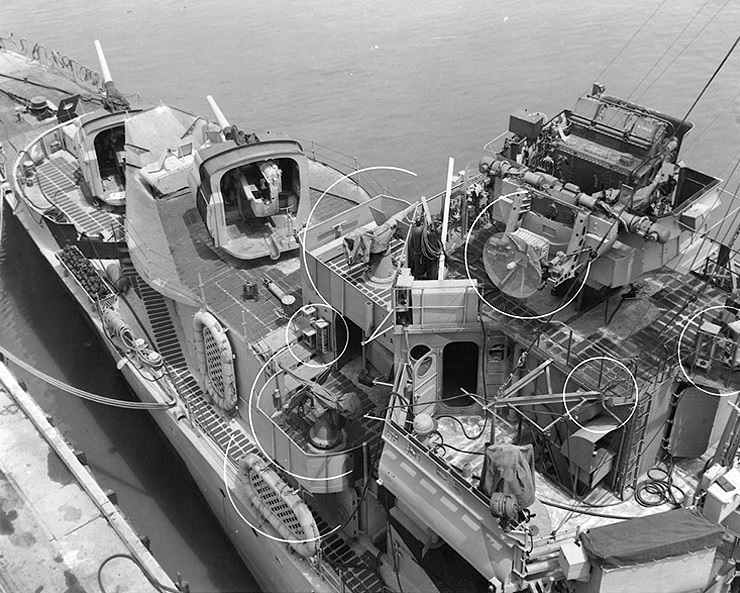
Mahan tại Xưởng hải quân Mare để đại tu, 24 tháng 6 năm 1944.

Dàn pháo chính của lớp Mahan bao gồm năm khẩu pháo 5 in (130 mm)/38 caliber, được trang bị cùng bộ kiểm soát hỏa lực Mark 33. Cả năm khẩu đều là kiểu lưỡng dụng, được cấu hình cho cả mục tiêu trên mặt biển lẫn trên không. Dàn hỏa lực phòng không bao gồm bốn súng máy.50 caliber làm mát bằng nước. Mahan được trang bị ba dàn ống phóng ngư lôi bốn nòng dùng cho ngư lôi Mark 15 21 in (530 mm), dẫn hướng bằng bộ kiểm soát hỏa lực ngư lôi Mark 27. Các đường ray thả mìn sâu được bố trí phía đuôi tàu.
Mahan được nâng cấp vào tháng 6 năm 1944 tại Xưởng hải quân Mare Island, tuy nhiên chi tiết nâng cấp không được biết rõ. Hầu hết việc cải biến những chiếc khác trong lớp của Mahan bao gồm việc tháo dỡ một khẩu pháo 5 inch/38 caliber, thay bằng hai khẩu đội Bofors 40 mm phòng không nòng đôi và từ bốn đến sáu khẩu Oerlikon 20 mm phòng không.

## Lịch sử hoạt động
Trong hai tháng kể từ khi nhập biên chế, Mahan lên đường viếng thăm các cảng thuộc vùng biển Caribe và Nam Mỹ, kết hợp chuyến đi chạy thử máy và huấn luyện với một lượt viếng thăm thiện chí. Nó ở lại khu vực Đại Tây Dương cho đến tháng 7 năm 1937, khi nó khởi hành đi sang vùng bờ biển Nam California để huấn luyện hạm đội, rồi tiếp tục đi đến cảng nhà mới tại Trân Châu Cảng.
Khi Hải quân Nhật bất ngờ tấn công cảng này vào ngày 7 tháng 12 năm 1941, Mahan đang ở ngoài khơi cùng tàu sân bay USS Lexington, ba tàu tuần dương và bốn tàu khu trục thuộc thành phần Lực lượng Đặc nhiệm 12. Nhiệm vụ của Lexington là vận chuyển máy bay Thủy quân Lục chiến tăng cường cho lực lượng đồn trú trên đảo Midway; và sau khi nghe tin tức về cuộc tấn công, tư lệnh lực lượng đặc nhiệm nhận mệnh lệnh hủy bỏ nhiệm vụ vận chuyển để truy tìm các tàu chiến Nhật. Không tìm thấy đối phương, lực lượng quay trở về Trân Châu Cảng vào ngày 12 tháng 12.
Mahan lại ra khơi và cuối tháng 12 cùng 103 binh lính Thủy quân Lục chiến để tăng cường cho lực lượng đồn trú trên đảo Johnston, ở cách khoảng 750 hải lý (860 mi) về phía Tây Hawaii, và cho triệt thoái 47 thường dân về Hawaii trong tháng tiếp theo. Một nhiệm vụ hộ tống vận tải đã đưa chiếc tàu khu trục đến Samoa, nơi nó gia nhập Lực lượng Đặc nhiệm 17, bao gồm tàu sân bay Yorktown, hai tàu tuần dương và năm tàu khu trục. Lực lượng này tiến hành không kích các đảo san hô Jaluit, Mili và Makin (Butaritari) thuộc quần đảo Marshall và Gilbert. Nó tiếp tục đi đến đảo Canton vào cuối tháng 2 năm 1942, tạm thời được phân công nhiệm vụ tuần tra gần bờ. Đến đầu tháng 4, nó ra khơi cùng một đoàn tàu vận tải hướng đến San Pedro, California, và sau đó đi lên phía Bắc đến Xưởng hải quân Mare Island để đại tu, đi vào ụ tàu vào ngày 18 tháng 4 năm 1942.

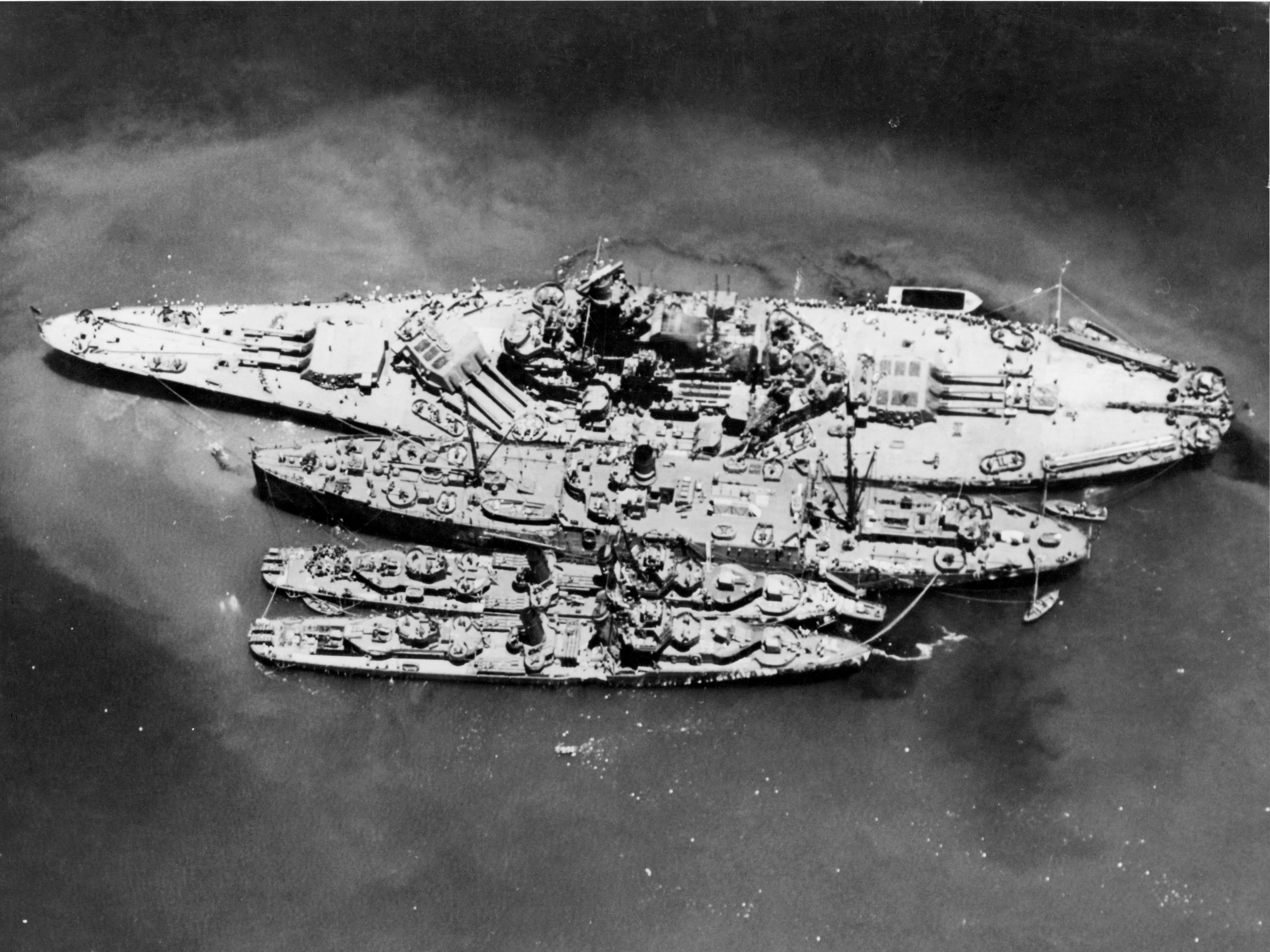
Từ trên xuống dưới: thiết giáp hạm, tàu sửa chữa, Mahan và, sau khi South Dakota va chạm với Mahan sau Trận chiến quần đảo Santa Cruz

Mahan quay trở lại hoạt động tại vùng biển Trân Châu Cảng vào tháng 8 năm 1942. Đến giữa tháng 10, nó rời Trân Châu Cảng trong thành phần Lực lượng Đặc nhiệm 16 cùng với tàu sân bay Enterprise, thiết giáp hạm South Dakota, hai tàu tuần dương và bảy tàu khu trục. Vào ngày 24 tháng 10, chúng gia nhập cùng Lực lượng Đặc nhiệm 17, bao gồm tàu sân bay Hornet, bốn tàu tuần dương và sáu tàu khu trục. Hai đội tàu sân bay kết hợp thành Lực lượng Đặc nhiệm 61 đặt dưới quyền chỉ huy của Chuẩn đô đốc Thomas C. Kinkaid, và được lệnh đi đến quần đảo Santa Cruz để tấn công quân Nhật nếu chúng tiến đến Guadalcanal. Sau khi lực lượng đặc nhiệm thả neo ngoài khơi quần đảo vào sáng ngày 26 tháng 10, máy bay trinh sát của Enterprise phát hiện một lực lượng tàu sân bay Nhật Bản đông hơn đáng kể, và Trận chiến quần đảo Santa Cruz nổ ra. Khi trận chiến kết thúc, hải quân bị mất máy bay, tàu sân bay Hornet và một tàu khu trục; Enterprise, South Dakota, một tàu tuần dương và một tàu khu trục bị hư hại. Phía Nhật Bản bị mất khoảng 100 máy bay, nhưng thiệt hại về tàu chiến nhẹ hơn nhiều. Dù sao, các đô đốc Nimitz và Halsey tỏ ý hài lòng với trận chiến mà lực lượng của Kinkaid đã đối chọi với đối phương có ưu thế áp đảo, và các tàu khu trục hộ tống chung quanh Hornet và Enterprise đã làm tròn vai trò bảo vệ phòng không. Tuy nhiên, trên đường đi Nouméa, New Caledonia, việc phát hiện một tàu ngầm Nhật Bản đã khiến South Dakota va chạm với Mahan, lúc này dưới quyền chỉ huy của Trung tá Hải quân R. W. Simpson; cả hai đều bị hư hại đáng kể. Việc sửa chữa tạm thời cho Mahan được thực hiện tại Nouméa, và nó quay về Trân Châu Cảng để được trang bị một mũi tàu mới.
Hoàn tất việc sửa chữa, Mahan rời Trân Châu Cảng ngày 9 tháng 1 năm 1943 để hướng sang khu vực Nam Thái Bình Dương. Trong những tháng tiếp theo, nó hộ tống các đoàn tàu vận tải đi lại giữa New Hebrides và quần đảo Fiji, tuần tra ngoài khơi New Caledonia, và tham gia các hoạt động tại vùng biển Australia. Vào tháng 8, căn cứ hoạt động của nó là vịnh Milne, New Guinea, một trong hai khu vực tập trung  (khu vực kia là Buna, Papua New Guinea) cho chiến dịch nhằm tái chiếm vùng bờ biển Đông Bắc New Guinea còn do Nhật chiếm đóng. Chiến dịch được bắt đầu vào tháng 8 năm 1943 với kế hoạch tấn công Lae, New Guinea; hai tuần trước đó, Mahan, dưới quyền chỉ huy của Thiếu tá Hải quân L. T. Smith, cùng ba tàu khu trục Hoa Kỳ khác đã dọn sạch các lối tiếp cận Lae và vùng biển giữa Salamaua và Finschhafen, cũng như bắn phá các vị trí quân Nhật ở Finschhafen.  Đến đầu tháng 9, Lực lượng đặc nhiệm Lae dưới quyền Chuẩn đô đốc Daniel E. Barbey rời vịnh Milne tiến đến Lae với 8.000 binh lính Australia. Đến tối ngày 4 tháng 9, việc đổ bộ binh lính hoàn tất; và sang ngày 11 tháng 9, Salamaua dưới quyền kiểm soát của lực lượng Đồng Minh, và Lae bị chiếm vào ngày 16 tháng 9. Mahan và các tàu khu trục khác đã bảo vệ cho các cuộc đổ bộ.
Bị thất bại tại Lae, quân Nhật rút lui về Finschhafen, cũng là nơi được liên quân Hoa Kỳ-Australia lựa chọn cho cuộc tấn công tiếp theo tại New Guinea. Vào ngày 21 tháng 9, một lực lượng tấn công dưới quyền Barbey đã rời Buna, New Guinea, được các tàu khu trục Hoa Kỳ hộ tống, dừng lại tại Lae để đón lên tàu một lữ đoàn bộ binh Hoa Kỳ. Một số tàu khu trục được phối thuộc cùng lực lượng, dẫn trước đoàn tàu vận chuyển đến điểm hẹn. Vào ngày 22 tháng 9, trước bình minh, lực lượng đổ bộ tấn công lên các bãi biển tại Finschhafen, và đến trưa mọi lực lượng đã lên bờ. Khi các tàu khu trục bắt đầu rút lui khỏi khu vực, mười máy bay ném bom-ngư lôi đối phương xuất hiện, nhắm vào Mahan và năm tàu khu trục khác. Các con tàu đã nổ súng đánh trả, bắn rơi tám chiếc trong khi hai chiếc còn lại chạy thoát. Đến ngày 2 tháng 10, Finschhafen nằm trong vòng kiểm soát của lực lượng Đồng Minh.
Vào ngày 14 tháng 12 năm 1943, lực lượng đổ bộ dưới quyền Barbey đã tập trung tại Buna, New Guinea nhằm chuẩn bị cho cuộc đổ bộ lên Arawe, New Britain. Trong số chúng có Mahan và bốn tàu khu trục khác thuộc đội bắn phá. Lực lượng lên đường và thả neo ngoài khơi Arawe vào sáng sớm hôm sau, các tàu khu trục đã bắn phá công sự phòng ngự của quân Nhật đối diện bãi đổ bộ chính. Đạn pháo 5 inch và rocket buộc phía Nhật phải rút lui, và đến giữa buổi sáng, các bãi đổ bộ được kiểm soát.
Vào ngày Giáng Sinh 1943, Mahan di chuyển cùng với lực lượng đổ bộ dưới quyền Barbey đến vịnh Borgen, gần mũi Gloucester, New Britain. Lối vào vịnh Borgen đầy bất trắc do những chướng ngại không được hiển thị trên hải đồ; Mahan và Flusser được chọn để dò đường dẫn đầu, di chuyển qua eo biển, với hai tàu quét mìn theo sau thả những phao tiêu đánh dấu. Lực lượng đổ bộ theo sau con đường đã được đánh dấu, tiến qua lối vào vịnh. Vào sáng ngày 26 tháng 12, Thủy quân Lục chiến đổ bộ lên bãi biển mà không gặp sự kháng cự. Quân Nhật chỉ tấn công mạnh vào xế chiều hôm đó, nhưng không đánh bật được lực lượng Hoa Kỳ.
Vào cuối tháng 2 năm 1944, Mahan hoạt động cùng với Đệ Thất hạm đội hỗ trợ cho lực lượng đổ bộ lên đảo Los Negros thuộc quần đảo Admiralty. Cho dù các tàu hỗ trợ phải chịu đựng hỏa lực mạnh mẽ của đối phương, lực lượng vẫn đổ bộ được lên bờ. Ba tuần sau, lực lượng Nhật Bản đồn trú tại Los Negros bị đánh bại. Vào mùa Xuân năm 1944, sau khi đã làm nhiệm vụ kéo dài tại Thái Bình Dương, Mahan được lệnh quay trở về California để đại tu, và được sửa chữa tại Xưởng hải quân Mare Island. Nó rời xưởng tàu vào đầu tháng 7 để đi Trân Châu Cảng, tham gia các cuộc thực tập tại đây cho đến ngày 15 tháng 8. Nó quay trở lại khu vực New Guinea vào ngày 20 tháng 10, ngang qua Eniwetok, Jaluit, Guam, Saipan và Ulithi, hộ tống các đoàn tàu vận tải đi lại giữa Hollandia (Jayapura) và Leyte. Đến cuối tháng 11 năm 1944, nó tuần tra chống tàu ngầm ngoài khơi Leyte thuộc Philippines.

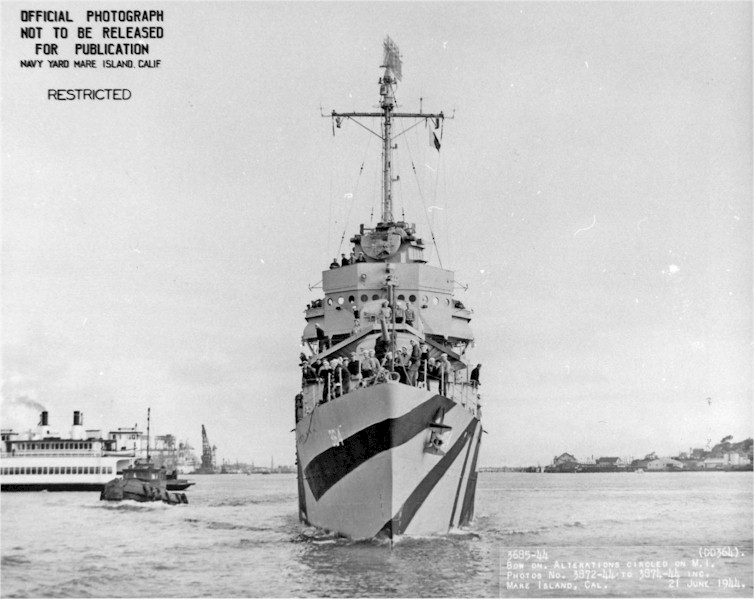
Mahan đang được cải biến tại Xưởng hải quân Mare Island năm 1944, trước khi quay trở lại Nam Thái Bình Dương và bị mất

Trong tháng 11 năm 1944, thời tiết xấu và địa hình bị đối phương chiếm giữ đã ngăn trở chiến dịch trên đất liền nhằm giành lại Leyte từ tay đối phương. Trở ngại chính là quân Nhật có khả năng tăng cường và tiếp tế cho lực lượng trú đóng tại thành phố Ormoc ở phía Tây Leyte, trong khi quân Mỹ không thể cân bằng lại ưu thế này. Do đó quyết định về việc tấn công đổ bộ lên Ormoc là điều không tránh khỏi.
Sáng ngày 7 tháng 12 năm 1944, ba năm sau ngày Nhật ném bom Trân Châu Cảng, binh lính thuộc Sư đoàn 77 Bộ binh (Hoa Kỳ) đổ bộ lên phía Nam thành phố Ormoc; cùng lúc đó, Mahan đang tuần tra tại eo biển giữa Leyte và đảo Ponson. Cuộc đổ bộ của bộ binh chỉ gặp sức kháng cự nhẹ của quân Nhật, nhưng chín máy bay ném bom cùng ba máy bay tiêm kích hộ tống đã tập trung vào Mahan. Phía Nhật Bản áp dụng một trong những phương thức tấn công khác thường và hủy diệt nhất trong các kiểu tấn công Kamikaze, là sử dụng chiến thuật tấn công với máy bay ném bom-ngư lôi, nhưng sau khi bị đánh trúng liền chuyển sang tấn công cảm tử. Trong cuộc tấn công, máy bay tiêm kích quân đội Mỹ đã bắn rơi ba máy bay Nhật và làm hư hại hai chiếc khác; Mahan bắn rơi bốn chiếc nhưng chịu đựng ba cú kamikaze trúng đích, trong đó nặng nề nhất là cú đánh trúng vào cấu trúc thượng tầng cạnh khẩu pháo số 2.
Bị nổ tung và ngập chìm trong lửa, Mahan dưới quyền chỉ huy của Trung tá Hải quân E. G. Campbell được hướng về phía các tàu cột mốc với hy vọng cứu vớt mong manh, trước khi ông ra lệnh bỏ tàu. Các tàu khu trục Lamson và Walke đã cứu vớt những người sống sót; một sĩ quan và năm thủy thủ mất tích, 13 người khác bị thương kể cả bỏng. Một tàu khu trục đã đánh đắm Mahan bằng hải pháo và ngư lôi.

## Phần thưởng
Mahan được tặng thưởng năm Ngôi sao Chiến trận do thành tích phục vụ trong Chiến tranh Thế giới thứ hai.